# Liao Hui
Liao Hui (n. 5 octombrie 1987, Xiantao City⁠(d), Hubei, Republica Populară Chineză) este un halterofil chinez, medaliat olimpic. A participat la o ediție a Jocurilor Olimpice (2008) în care a câștigat o medalie de aur.

## Participări
Lista de mai jos prezintă principalele competiții la care a participat Liao Hui de-a lungul carierei.
- weightlifting at the 2008 Summer Olympics – men's 69 kg[*]